# Ayhan Taşkin
Ayhan Taşkin, född den 6 januari 1953, är en turkisk brottare som tog OS-brons i supertungviktsbrottning i fristilsklassen 1984 i Los Angeles.